# Arianta arbustorum
Espèce
Synonymes
Helix arbustorum
Statut de conservation UICN

 LC  : Préoccupation mineure
Arianta arbustorum ou « Hélice des bois » est une espèce d'escargots européens, qui est comme son nom le rappelle inféodée aux forêts, bois et bosquets. Elle craint les milieux ouverts et non végétalisés.

## Description

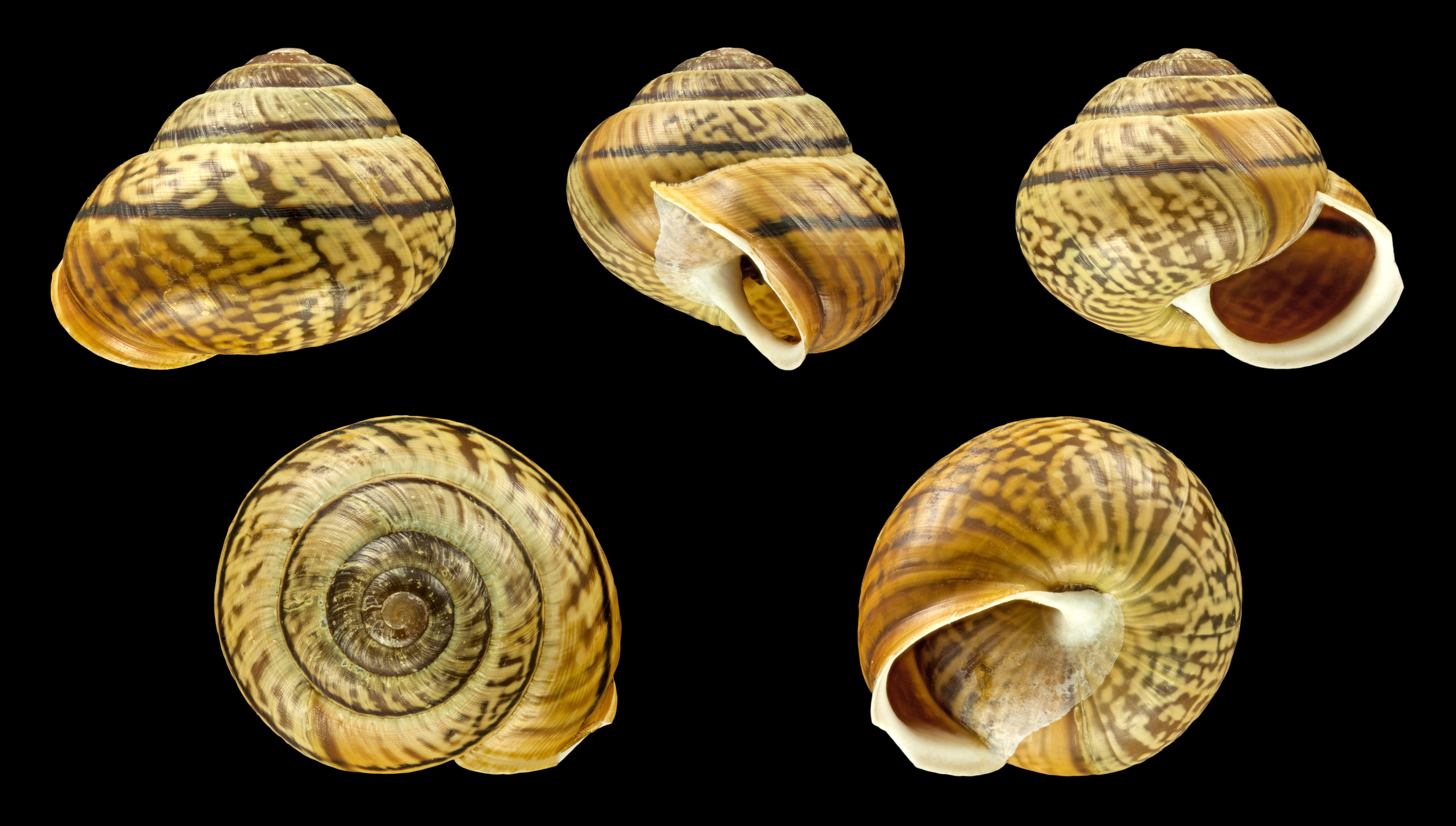
Arianta arbustorum alpicola

Grande coquille globuleuse, de 16 mm de haut x 21 mm de diamètre

La coquille est brunâtre, souvent ornée d'une bande spiralée plus sombre et luisante et de petites taches irrégulières.

Le corps de l'animal est noir à brun clair.

## Habitat
Cette espèce vit dans les forêts, bois, bocages, et est plus rare dans les zones sèches.

## Comportement
Cet escargot a de très faibles capacités de dispersion.
Il semble que l'espèce soit grégaire aux stades juvénile et subadulte puis uniquement en été chez les adultes (période principale d'accouplement). Une étude faite dans les Alpes orientales suisses a mesuré que les agrégations se faisaient sur de petites surfaces (25 cm x 25 cm) mais avec un nombre d'individus variant selon le milieu (taux d'enherbement). L'intensité des agrégations était par contre nettement liée aux conditions météorologiques (température, hygrométrie...). Des densités de 10 à 15 jeunes adultes et de 3 à 6 adultes par mètre carré ont été trouvées le long des fossés et des ruisseaux, de 2 à 25 jeunes adultes et 2 à 20 adultes sur les prairies alpines incultes, alors que la densité en éboulis de prairie alpine chutait à 0,3-0,5 par mètre carré.
Son comportement et son histoire de vie peuvent être modifiés par l'un de ses parasites (Riccardoella limacum, un acarien hématophage vivant dans la cavité pulmonaire de gastéropodes terrestres).  Des individus infectés récoltés dans la nature, se montrent moins actifs que les escargots non-infectés, et ils pondent moins d'œufs (Cependant le succès d'éclosion des œufs pondus par les escargots parasités est légèrement supérieur à celui des escargots non infectés). Sur 361 adultes de A. arbustorum collectés dans 4 populations naturelles, la prévalence de l'infection par cet acarien variait de 44,8 % à 70,1 % dans trois populations (contre 0 % dans la quatrième population). La survie hivernale était moindre chez les escargots infectés dans 2 des 3 populations infectées. Et des escargots pris dans une population non infectée puis expérimentalement infectés ont également moins bien survécu à l'hiver par rapport aux escargots d'un groupe de contrôle.

## État, pressions, menaces sur les populations
L'Hélice des bois n'est pas aujourd'hui considérée comme menacée, mais certaines sous-populations pourraient souffrir de phénomènes d'insularisation écologique.
- Une étude suédoise (Capture-marquage-recapture) a porté sur les effets de routes et chemins de différentes largeur et nature sur cette espèce : les déplacements d'escargots dont la carapace était marquée ont été enregistrés durant une saison d'activité (3 mois) de part et d'autre de deux axes caractérisés par une faible circulation, l'un goudronné, de 8 m de large, comparé avec un autre axe, chemin végétalisé de 3 m de largeur. Les scientifiques ont constaté que les mouvements des escargots se faisaient presque uniquement sur les accotements, en suivant le corridor formé par les cordons de végétation[1]. Cette espèce, en Suède n'effectue pas de grands parcours (14 m au max pour quelques individus lors de cette étude, pour une moyenne de 1,5 à 4,9 m selon les lieux). Un seul des escargots recapturés a traversé la route imperméabilisée, et deux seulement la piste non-imperméabilisée, ce qui confirme qu'une route, et moindrement une piste non-imperméabilisée sont des entraves à la dispersion de cette espèce. En revanche, un sentier de 30 cm envahi par la végétation n'a pas affecté les déplacements des escargots. Les auteurs concluent que les populations d'escargots séparées par des routes goudronnées à circulation importante peuvent être réellement isolées les unes des autres (fragmentation écopaysagère, fragmentation forestière)[1].
- Une étude autrichienne (1999) a suivi durant 2 ans sur une sous-espèce endémique (Arianta arbustorum styriaca (Frauenfeld, 186)) vivant à environ 880 m d'altitude (en Styrie), dont via la technique de capture-recapture. La densité de population était de 0,12 à 4,03 individus/m2 : le taux de recapture après un an a été généralement très élevé (jusqu'à 85 % par date d'échantillonnage), ce qui montre une grande fidélité au site et confirme une faible capacité de dispersion. Les auteurs notent que de plus les populations étaient dans la plupart des cas agrégées, et qu'ils n'ont pas observé lors de l'étude de préférence marquée pour une direction particulière, hormis une tendance à descendre le long des pentes en hiver (peut-être passivement lors de grosses pluies ou fonte des neiges)[5].
- Des observations faites outre-Atlantique en Amérique du Nord, avec l'escargot Allogona townsendiana, montrent que certaines espèces sont très sédentaires : un suivi de cette espèce fait en Colombie-Britannique de 2005 à 2008 a montré que sa distance de dispersion quotidienne maximum n'était que de 4,5 m (sur 21 escargots suivis, aucun n'a parcouru plus de 32,2 m par rapport au point initial en 3 ans). Son domaine vital était de 18,4 à 404,4 m², chevauchant souvent des prés et des habitats forestiers) et qui a régressé au point d'être classé « en voie de disparition » au Canada.

À proximité des routes, l'espèce - comme beaucoup d'autres - peut aussi être affectée par les retombées de la pollution routière.